# Landkreis Erding
Landkreis Erding ligger i den noerdøstlige del af det bayerske Regierungsbezirk Oberbayern og grænser i nordøst til Landkreis Landshut i Niederbayern. Oberbayerske nabokreise er i øst og sydøst Landkreis Mühldorf, i syd Landkreis Ebersberg og i vest landkreisene München og Freising.

## Geografi
Landkreisens område er svært at afgrænse geografisk. Det er delt i tre landskabsformer: det tertiære bakkeland i nord og øst, istidens morænelandskab i syd og sydøst, og  moselandskabet Erdinger Moos der er en fortsættelse af  Münchner Schotterebene  (Grusletten ved München).
Landkreis Erding ligger i en højde af mellem  430 og 640 m over havet.
I 1992 åbnede  Flughafen München i Erdinger Moos hvilket medførte en mærkbar vækst i befolkningen i området.

## Byer og kommuner
Kreisen havde 137660  indbyggere pr.  2018-12-31

| Byer 1. Dorfen (14650) 2. Erding, administrationsby (36469) Købstæder (markt) 1. Isen (5832) 2. Wartenberg (5461) Verwaltungsgemeinschafte 1. Hörlkofen (Kommunerne Walpertskirchen og Wörth) 2. Oberding (Kommunerne Eitting og Oberding) 3. Oberneuching (Kommunerne Neuching og Ottenhofen) 4. Pastetten (Kommunerne Buch a.Buchrain og Pastetten) 5. Steinkirchen (Kommunerne Hohenpolding, Inning a.Holz, Kirchberg og Steinkirchen) 6. Wartenberg (Markt Wartenberg og kommunerne Berglern og Langenpreising) Kommuner 1. Berglern (2951) 2. Bockhorn (4005) 3. Buch a.Buchrain (1526) 4. Eitting (2834) 5. Finsing (4695) 6. Forstern (3717) 7. Fraunberg (3652) 8. Hohenpolding (1598) 9. Inning a.Holz (1477) 10. Kirchberg (1035) 11. Langenpreising (2855) 12. Lengdorf (2761) 13. Moosinning (5908) 14. Neuching (2655) 15. Oberding (6505) 16. Ottenhofen (1951) 17. Pastetten (2716) 18. Sankt Wolfgang (4479) 19. Steinkirchen (1256) 20. Taufkirchen (Vils) (10107) 21. Walpertskirchen (2118) 22. Wörth (4447) |